# Hamars domkyrka

Hamars domkyrka är en domkyrka uppförd 1866 i Hamar, Innlandet fylke i Norge. 
Uppförandet av kyrkan påbörjades sedan Hamar hade erhållit stadsprivilegier 1849. År 1851 återupprättades Hamars stift. Den gamla domkyrkan var då en ruin utanför staden. Herman Frang, en byggmästare på orten, byggde den nya domkyrkan enligt den tyske arkitekten Heinrich Ernst Schirmers ritningar. Kyrkan har plats för 500 personer.